# 529
529 (DXXIX) var ett normalår som började en måndag i den julianska kalendern.

## Händelser

### Okänt datum
- Stängandet av filosofernas lärosalar i Aten betecknar slutet på den antik-hedniska vetenskapen.
- Benedikt av Nursia grundar klostret Monte Cassino.

## Födda
- Wenxuan, kinesisk kejsare.

## Avlidna
- Avinita, kung av Västra Ganga.